# Trisetella lasiochila
Trisetella lasiochila là một loài thực vật có hoa trong họ Lan. Loài này được Pupulin mô tả khoa học đầu tiên năm 2000.